# کامرون متیسون
کامرون متیسون (انگلیسی: Cameron Mathison؛ زادهٔ ۲۵ اوت ۱۹۶۹) بازیگر و مجری تلویزیونی کانادایی-آمریکایی است. وی از سال ۱۹۹۷ میلادی تاکنون مشغول فعالیت بوده است. از سال ۱۹۹۷ تا ۲۰۱۱، نقش رایان لاوری را در مجموعه تلویزیونی «همه فرزندان من» بازی کرد. از سال ۲۰۲۱ نقش درو کین را در بیمارستان عمومی بازی کرده است. او همچنین در فیلم ۵۴ هم ایفای نقش داشته است.

## زندگینامه
متیسون در ۲۵ اوت ۱۹۶۹ در سارنیا انتاریو کانادا متولد شد. متیسون در مدرسه راهنمایی تورنلی در تورن‌هیل، انتاریو و دانشگاه مک‌گیل در مونترال  تحصیل کرد و در آنجا کاپیتان تیم بسکتبال مردان مک‌گیل ردمن بود. وی در سال ۱۹۹۳ با مدرک لیسانس مهندسی عمران فارغ‌التحصیل شد.
در ۲۷ ژوئیه ۲۰۰۲ با ونسا ماری آروالو ازدواج کرد و در ویل، کلرادو از او خواستگاری کرد. آنها دو فرزند دارند؛ یک پسر متولد آوریل ۲۰۰۳ و یک دختر متولد ژوئیه ۲۰۰۶. در ۳۱ ژوئیه ۲۰۲۴، چهار روز پس از بیست و دومین سالگرد ازدواجشان، آروالو و متیسون جدایی خود را اعلام کردند.
وی در ۹ سپتامبر ۲۰۱۹ اعلام کرد که به سرطان کلیوی مبتلا شده و برای درمان چند هفته مرخصی خواهد گرفت. در ژانویه ۲۰۲۵ خانه‌اش در آلتادنا، کالیفرنیا در اثر آتش‌سوزی ایتون سوخت.

## حرفه
پس از فارغ‌التحصیلی از مک‌گیل، او به عنوان مدل شروع به کار کرد و در تبلیغات تجاری در کانادا، آمریکا و اروپا بازی کرد. این منجر به شرکت در کلاس‌های بازیگری و آغاز حرفه بازیگری او در تورنتو شد.
متیسون اولین فیلم خود را در فیلم  ۵۴ بازی کرد. در دسامبر ۱۹۹۷، او برای بازی در نقش رایان لاوری در سریال «همه فرزندان من» استخدام شد و اولین صحنه‌های خود را در ۱۵ دسامبر فیلمبرداری کرد. متیسون اولین بار در قسمتی از سریال که در ۱۲ ژانویه ۱۹۹۸ پخش شد، روی پرده سینما ظاهر شد.
متیسون در سال ۱۹۹۹ جایزه Soap Opera Digest را برای بهترین بازیگر مرد دریافت کرد. و در سال‌های ۲۰۰۲ و ۲۰۰۵ نامزد جایزه امی دی‌تایم برای بهترین بازیگر مکمل مرد شد. در سال ۲۰۰۰ متیسون توسط مجله پیپل به عنوان یکی از "۱۰۰ مرد مجرد واجد شرایط دریافت اقامت آمریکا" نامگذاری شد.
در سال ۲۰۰۷ در فصل پنجم مسابقه تلویزیونی رقص با ستارگان شرکت کرد و در آنجا به همراه ادیتا شلیوینسکا مقام پنجم را کسب کرد.
در آوریل ۲۰۱۵، متیسون با مجموعه تلویزیونی سرگرمی امشب شبکه‌ی سی‌بی‌اس قرارداد امضا کرد. او در حال حاضر به عنوان خبرنگار تمام‌وقت و گوینده‌ی مشترک آخر هفته برای این شبکه فعالیت می‌کند.
در آوریل ۲۰۲۱، ددلاین هالیوود اعلام کرد که متیسون در نقش «درو کین» به جمع بازیگران مجموعه تلویزیونی بیمارستان عمومی پیوسته است.

## فیلم‌شناسی
سینمایی
| سال  | عنوان    | نقش     | یادداشت‌ها |
| ---- | -------- | ------- | --------- |
| ۱۹۹۸ | ۵۴       | آتلانتا | میراماکس  |
| ۲۰۰۰ | شسته شده | کانمن   | مستقل     |

تلویزیونی
| سال        | عنوان                        | نقش                 | یادداشت ها                                                 |
| ---------- | ---------------------------- | ------------------- | ---------------------------------------------------------- |
| ۱۹۹۷       | فرزند هر مادر                | "ايستمن" ثروتمند    | تله‌فیلم                                                    |
| ۱۹۹۷       | سری آف ایکس                  | مرد نقاب پوش        | قسمت: "خانه ترسناک"                                        |
| ۱۹۹۸       | مدافعان: انتخاب شرارت        | مایک مورفی          | فیلم تلویزیونی                                             |
| ۱۹۹۸–۲۰۱۱  | همه فرزندان من               | "رايان لابر"        | تلویزیون ABC                                               |
| ۲۰۰۲       | شغل                          | براد                | قسمت: تلسکوپ                                               |
| ۲۰۰۲       | نمایش درو کری                | کریک                |                                                            |
| ۲۰۰۳       | سی‌اس‌آی                       | دنی پاسکوال         | قسمت: "وصف قتل"                                            |
| ۲۰۰۳       | جاگ                          | ستانلی ميتچل        | قسمت: "کاشف خالی"                                          |
| ۲۰۰۳       | این رفتارت را دوست دارم      | نوح                 | قسمت: "تعدیل"                                              |
| ۲۰۰۳       | ببینین جین                   | گاري بابکاک         | مجموعه تلویزیونی                                           |
| ۲۰۰۴       | امید و ایمان                 | دیلون اسمیت         | ۳ قسمت                                                     |
| ۲۰۰۴–۲۰۰۷  | ميخوام ستاره صابون بشم       | میزبان              | شبکه صابون                                                 |
| ۲۰۰۶       | جوایز امی دی‌تایم             | میزبان              | تلویزیون ABC                                               |
| ۲۰۰۶–۲۰۰۸  | مسابقه زیبایی فوری           | میزبان              | شبکه سبک                                                   |
| ۲۰۰۸       | محل تو یا من                 | میزبان              | TLC                                                        |
| ۲۰۰۸       | جوایز امی دی‌تایم             | میزبان              | ABC-TV                                                     |
| ۲۰۰۹–۲۰۱۵  | صبح بخیر آمریکا              | خبرنگار و میزبان    | تلویزیون ABC                                               |
| ۲۰۱۱       | کسل                          | وینس پاورز          | قسمت: "یک زندگی برای از دست دادن"                          |
| ۲۰۱۲       | کدبانوهای وامانده            | گريگ                | قسمت: "خوب بودن چه فایده ای دارد"                          |
| ۲۰۱۲       | "ديوا" مرده رو رها کن        | جوناس پیرس          | قسمت: "پيك و پيك"                                          |
| ۲۰۱۲       | زن که او را در اینترنت دید   | براينت مييرز        | فیلم تلویزیونی زندگی                                       |
| ۲۰۱۳       | مادر جایگزین                 | "جاکوب کیلی"        | مستقل                                                      |
| ۲۰۱۳       | معجزه کاربن                  | جوش کامدن           | فیلم تلویزیونی                                             |
| ۲۰۱۳       | زینت کریسمس                  | تیم پیرس            | فیلم تلویزیونی هالمارک                                     |
| ۲۰۱۳       | "پنجره"                      | کنت                 | فیلم تلویزیونی هالمارک                                     |
| ۲۰۱۳       | هولیداز                      | کارتر               | فیلم تلویزیونی                                             |
| ۲۰۱۳       | جذابان کلیولند               | بیل                 | قسمت: "بازی های خشم"                                       |
| ۲۰۱۳       | "بيل"                        | نماینده روابط عمومی | قسمت: "یک خانواده بزرگ شاد"                                |
| ۲۰۱۴       | بازی خانه ها                 | میزبان              | شبکه W                                                     |
| ۲۰۱۴       | سابقین                       | راب لوتز            | قسمت: "برادر تو اينجا هستی"                                |
| ۲۰۱۴       | یک پرستار آمد                | مایک لوگان          | فیلم تلویزیونی هال مارک فیلم ها و اسرار ها                 |
| ۲۰۱۴       | يکشنبه دخترم                 | هنري پارکر          | فیلم تلویزیونی هال مارک فیلم ها و اسرار ها                 |
| ۲۰۱۵–۲۰۱۷  | قتل                          | مایک کنگستون        | سریال فیلم های تلویزیونی هال مارک فیلم ها و اسرار؛ 5 فیلم  |
| ۲۰۱۶       | کریسمس که باید به یاد داشت   | جان بلیک            | فیلم تلویزیونی هال مارک فیلم ها و اسرار                    |
| ۲۰۱۷       | در خانه در متفورد            | تیم کاوانو          | فیلم تلویزیونی هال مارک چینل                               |
| ۲۰۱۸       | خیلی خیلی خیلی ولنتاین       | هنري                | فیلم تلویزیونی هالمارک                                     |
| ۲۰۱۸       | تابستانی که باید به یاد داشت | ولی                 | فیلم تلویزیونی هال مارک چینل                               |
| ۲۰۱۸–۲۰۲۱  | خانه و خانواده               | هم میزبان           | کانال هالمارک                                              |
| ۲۰۱۸       | عشق، البته                   | نوف فريس            | فیلم تلویزیونی هال مارک چینل                               |
| ۲۰۱۹       | باشگاه کریسمس                | ادوارد تیلور        | فیلم تلویزیونی هالمارک                                     |
| ۲۰۲۱-اکنون | بیمارستان عمومی              | درو کین             |                                                            |
| ۲۰۲۱–۲۰۲۳  | اسرار هانا سوئنسن            | مایک کنگستون        | سریال فیلم های تلویزیونی هال مارک فیلم ها و اسرار (۳ فیلم) |
| ۲۰۲۱       | یک کریسمس با مهربانی         | اسکات موریس         | فیلم تلویزیونی خانواده بزرگ آمریکایی                       |
| ۲۰۲۲       | یک آرزوی کریسمس شاد          | دیلان               | فیلم تلویزیونی خانواده بزرگ آمریکایی                       |
| ۲۰۲۴-اکنون | بر روی پل شکست               | میزبان              | شبکه نمایش بازی                                            |
| ۲۰۲۴       | خکریسمس شیرین                | سام استاک هاوس      | خانواده بزرگ آمریکایی                                      |